# 中央アジア・アラブ人
中央アジア・アラブ人（ちゅうおうあじあ・あらぶじん、ロシア語: Среднеазиатские арабы）は、中央アジアの国々に住む少数のアラブ人グループの総称。ただし20世紀のアラブ系移民は含まない。

## 概要
歴史的に、タジキスタンやウズベキスタン、トルクメニスタン等の中央アジア諸国やロシア連邦に居住し、ペルシア化やテュルク化せずアラブ人のアイデンティティを保ったものを指す。アラビア語中央アジア方言を話す。